# Isabel Tudor (1492–1495)
Isabel Tudor (em inglês: Elizabeth Tudor; Palácio de Richmond, 2 de julho de 1492 — Palácio de Richmond 14 de setembro de 1495) foi a segunda filha e a quarta criança de Henrique VII e Isabel de Iorque e princesa da Inglaterra, França e Irlanda.
Isabel nasceu no Palácio de Sheen, em Surrey, mais tarde reconstruído por seu pai como Palácio de Richmond, cujos restos se situam em Richmond upon Thames, na Grande Londres). Passou boa parte de sua curta vida no berçário real do Palácio de Eltham, Kent, com seus irmãos mais velhos, Margarida (mais tarde rainha da Escócia) e Henrique (o futuro Henrique VIII). O irmão mais velho de Isabel, Artur, era herdeiro do trono inglês e, portanto, morava separadamente em sua própria casa. Pouco antes da morte de Isabel, seu pai propôs uma aliança de casamento entre Isabel e o príncipe francês Francisco, que mais tarde se tornou rei como Francisco I de França.
Isabel morreu de atrofia no Palácio de Eltham, em Kent, em 14 de setembro de 1495, com três anos e dois meses de idade. Ela foi trazida de Eltham, no estado, e enterrada no lado norte da Capela de São Eduardo, o Confessor, na Abadia de Westminster, em 27 de setembro. Isabel foi a primeira de quatro filhos de Henrique VII e Isabel de Iorque a morrer prematuramente e eles foram bastante afetados. No seu funeral foi gasta a grande quantia de 318 libras (cerca de 155 000 £ atualmente) e Henrique erigiu uma pequena tumba para sua filha na abadia feita de mármore de Purbeck de mármore preto. No topo do monumento, há uma laje de cor preta polida, sobre a qual foram colocadas inscrições para Isabel e sua efígie em cobre dourado, que desapareceram com o tempo.
No ano seguinte, em 1496, Henrique e Isabel tiveram outra filha, Maria, que se tornou a rainha da França. Seus dois últimos filhos, Edmundo (que morreu em 1500 aos 15 meses de idade) e sua irmã mais nova Catarina (que morreu em 1503 alguns dias após seu nascimento) foram deixados para descansar ao lado da jovem Isabel.